# Liga Nacional de Nueva Zelanda 1980
La Liga Nacional de Nueva Zelanda 1980 fue la undécima edición de la antigua primera división del país. El University-Mount Wellington obtuvo su segundo título consecutivo y el cuarto en la historia de la competición.

## Ascensos y descensos
| Pos | de la Liga Nacional |
| --- | ------------------- |
| 10º | Manawatu United     |
| 11º | Courier Rangers     |
| 12º | Eastern Suburbs     |

| Pos | de la Northern League |
| --- | --------------------- |
| 1º  | Hamilton              |

| Pos | de la Central League |
| --- | -------------------- |
| 1º  | Gisborne City        |

| Pos | de la Southern League |
| --- | --------------------- |
| 1º  | Rangers               |

## Equipos participantes
| Equipo                      | Ciudad       | Liga            |
| --------------------------- | ------------ | --------------- |
| University-Mount Wellington | Auckland     | Northern League |
| Blockhouse Bay              | Auckland     | Northern League |
| Manurewa                    | Auckland     | Northern League |
| Hamilton                    | Hamilton     | Northern League |
| North Shore United          | North Shore  | Northern League |
| Stop Out                    | Lower Hutt   | Central League  |
| Nelson United               | Nelson       | Central League  |
| Gisborne City               | Gisborne     | Central League  |
| Wellington Diamond United   | Wellington   | Central League  |
| Christchurch United         | Christchurch | Southern League |
| Rangers                     | Christchurch | Southern League |
| Dunedin City                | Dunedin      | Southern League |

## Clasificación
| Pos | Equipo                      | PJ | G  | E | P  | GF | GC | Dif | Pts |
| --- | --------------------------- | -- | -- | - | -- | -- | -- | --- | --- |
| 1   | University-Mount Wellington | 22 | 15 | 5 | 2  | 59 | 19 | 34  | 35  |
| 2   | Gisborne City               | 22 | 11 | 9 | 2  | 44 | 24 | 20  | 31  |
| 3   | Manurewa                    | 22 | 10 | 6 | 6  | 39 | 32 | 7   | 26  |
| 4   | Wellington Diamond United   | 22 | 9  | 8 | 5  | 31 | 26 | 5   | 26  |
| 5   | North Shore United          | 22 | 11 | 2 | 9  | 28 | 27 | 1   | 24  |
| 6   | Dunedin City                | 22 | 6  | 8 | 8  | 37 | 32 | 5   | 20  |
| 7   | Christchurch United         | 22 | 7  | 6 | 9  | 34 | 33 | 1   | 20  |
| 8   | Hamilton                    | 22 | 7  | 5 | 10 | 26 | 36 | -10 | 19  |
| 9   | Rangers                     | 22 | 7  | 3 | 12 | 31 | 41 | -10 | 17  |
| 10  | Stop Out                    | 22 | 6  | 5 | 11 | 27 | 46 | -19 | 17  |
| 11  | Blockhouse Bay              | 22 | 5  | 5 | 12 | 30 | 43 | -13 | 15  |
| 12  | Nelson United               | 22 | 6  | 2 | 14 | 31 | 52 | -21 | 14  |

J: partidos jugados; G: partidos ganados; E: partidos empatados; P: partidos perdidos; GF: goles a favor;
 GC: goles en contra; DG: diferencia de goles; Pts: puntos
|  | Desafiliación para la próxima temporada |

| Bandera de Nueva Zelanda                      |
| Campeón University-Mount Wellington 4º título |